# Kara-daria
Kara-daria – rzeka w Kirgistanie i Uzbekistanie.
Długość 352 km. Po połączeniu z Narynem tworzy Syr-darię.